# یازووو
یازووو (به صربی: Jazovo) یک منطقهٔ مسکونی در صربستان است که در Čoka Municipality واقع شده‌است. یازووو ۹۷۸ نفر جمعیت دارد و ۸۷ متر بالاتر از سطح دریا واقع شده‌است.